# Shrek: Treasure Hunt
Shrek: Treasure Hunt (с англ. — «Шрек: Охота за сокровищами») — компьютерная игра из серии мультфильмов Шрек. Официальный релиз игры состоялся 18 октября 2002 года для игровой приставки PlayStation. Игра была разработана The Code Monkeys и издана TDK Mediactive под их лейблом TDK Impulse.
Игра сосредоточена на поисках еды, напитков и других предметов, предназначенных для пикника перед прибытием принцессы Фионы.
В России игра выходила с переводом от Kudos и Paradox.

## Краткий сюжет
Шрек хотел устроить пикник для принцессы Фионы, но необходимые для этого вещи пропали. Шреку нужно отыскать все эти потерянные вещи до прибытия принцессы Фионы.

## Игровой процесс
Поскольку игрок контролирует Шрека при сборе предметов для пикника, ему придётся пройти мини-игры и испытания, чтобы пройти уровень и получить предметы. Кроме того, игрок может собирать по всей области, некоторые обычные предметы, чтобы открыть доступ к мини-играм. Некоторые мини-игры будут содержать ограничение по времени, а некоторые нет. Каждый раз, когда игрок выигрывает, он будет получать предметы для пикника.

## Разработка
Игра была анонсирована на E3 2002, выпуск был назначен на лето. Изначально разработчиком должна была выступить студия DICE Canada, однако она занялась разработкой Shrek: Extra Large.

## Критика
Shrek: Treasure Hunt  получил негативные отзывы от критиков. GameRankings присвоил игре 29%, основываясь на одном обзоре.